# Apple Display Connector

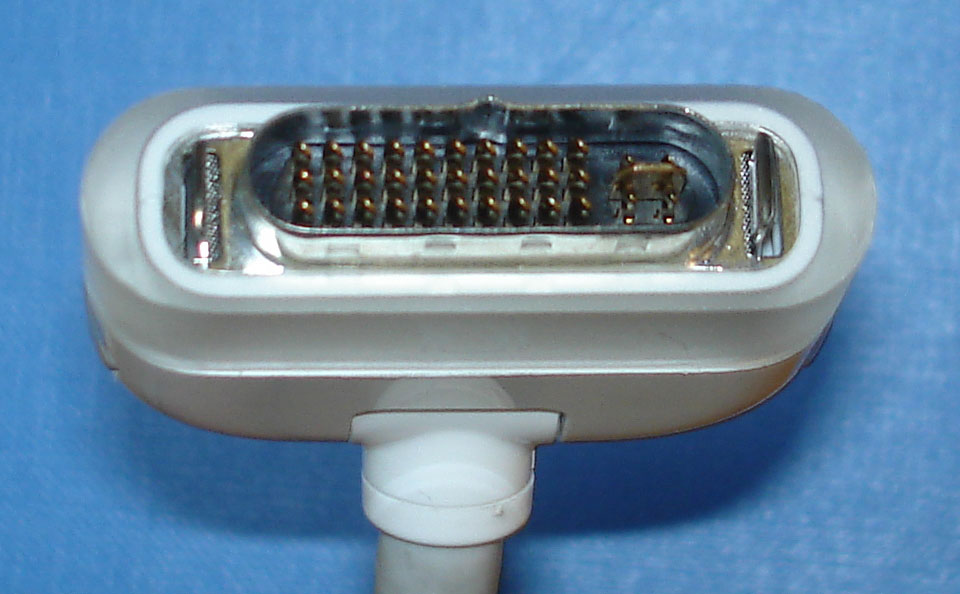

El Apple Display Connector (ADC) es un conector propietario de Apple usado para sus LCDs de pantalla plana y su último monitor CRT. Estrenado en el Power Mac G4 Cube en julio de 2000, el conector del monitor lleva las señales de vídeo (analógicas (VGA) y digitales (DVI)), el USB, y la alimentación del ordenador al monitor en un solo cable. Esto permite al usuario encender el monitor y el ordenador pulsando tan sólo el botón de alimentación del monitor. También reduce la cantidad de cables en la mesa del usuario, ya que el teclado y el ratón USB puede conectarse al monitor.
El Apple Display Connector fue eliminado en junio de 2004, cuando Apple introdujo los Cinema Display revestidos de aluminio con tamaños de 20", 23" y 30", que empleaban conectores DVI.